# Famille de Chabannes
La famille de Chabannes est une famille subsistante de la noblesse française d'extraction chevaleresque originaire du Limousin dont la filiation prouvée remonte à 1352.
Une branche éteinte qui acquit en 1430 la seigneurie de La Palice fut illustrée notamment par  Jacques II de Chabannes de La Palice, dit La Palisse, maréchal de France en 1515. La branche aînée subsistante fut créée marquis de Curton en 1563 ; la branche cadette subsistante fut créée marquis en 1817 et Cousin du Roi par ordonnance du 20 juillet 1820.
La famille de Chabannes est reçue aux Honneurs de la Cour en 1759, 1760, 1782, 1784 et 1787.
La branche aînée est autorisée, en 1862, à reprendre le nom de la branche de la Palice, éteinte en 1555.

## Nom
Selon la Notice historique sur la maison de Chabannes ou de Chabannées (1864) que fait publier la famille de Chabannes, dans les chartes les plus anciennes, on trouve les noms Chabanas, Cabanis, Chabanis', Cabanesio, Chabanée et ce n'est depuis le temps de l'établissement de la famille en Auvergne que le nom s'écrit avec deux « n ». Ils ajoutent que Antoine de Chabannes comte de Dammartin, son neveu Gilbert seigneur de Curton, et le maréchal de Chabannes signaient Chabanéee et les seigneurs de Chabannes comtes de Saignes et seigneurs de Nozerolles signaient encore ainsi en 1759.

## Origines
L'origine de la famille de Chabannes est mal connue. On lui attribue pour auteur un Eschivat de Chabannes qui épousa vers 1170 Matabrune de Ventadour. Les généalogistes ont cherché à rattacher cet Eschivat de Chabannes à la puissante famille des sires princes de Chabanais, en Angoumois, mais la filiation prouvée de la famille de Chabannes ne remonte  pas au-delà de Hugues de Chabannes (mort en 1401), chevalier, coseigeur de Charlus, qui épousa par contrat d'août 1352 Gaillarde de Madic. 
Son petit-fils, Jacques Ier de Chabannes, acheta en 1430 au duc de Bourbon, la seigneurie et le château de La Palice en Bourbonnais, qui passa ensuite par alliance dans d'autres familles et fut rachetée par la famille de Chabannes en 1731. 
La branche aînée fut autorisée en 1862 à reprendre le nom de la branche de la Palice éteinte en 1555.

## Personnalités
- Ebles de Chabannes, tué à la bataille de Crécy en 1346[4].
- Robert de Chabannes, fils du précédent, tué à la bataille d'Azincourt en 1415. De lui date la filiation suivie (1352).
- Jacques Ier de Chabannes de La Palice († 20 octobre 1453 ; fils de Robert), seigneur de La Palice, conseiller et chambellan du roi, grand maître de France de 1451 à 1453, sénéchal et maréchal du Bourbonnais, puis de Toulouse, etc., compagnon d'armes de Jeanne d'Arc. Père de Geoffroy de Chabannes-La Palice (père lui-même de Jean de Chabannes-Vandenesse et du maréchal Jacques II de Chabannes-La Palice), et de Gilbert de Chabannes-Curton (souche des branches survivantes après 1552).
- Antoine de Chabannes (1408- 1488 ; fils de Robert et frère puîné de Jacques Ier), comte de Dammartin, seigneur de Saint-Fargeau et de Courtenay, Grand-panetier et Grand-maître de France, compagnon d'armes de  Jeanne d'Arc, emprisonné à la Bastille, il s'en évade. A la tête d'une bande d'écorcheurs, il devient un chef de guerre redoutable[5]. Rentré en grâce auprès du roi, il devient grand maître de France et gouverneur de Paris.
- Jacques II de Chabannes de La Palice, dit La Palisse[n 1] (1470-1525), dit le maréchal de La Palisse, ou le maréchal de Chabannes, militaire, fils de Geoffroy de Chabannes et petit-fils de Jacques Ier, fut nommé en 1511 grand maître de France et créé maréchal de France en 1515. Il participa aux guerres d'Italie et se distingua à plusieurs batailles. il fut tué le 24 février 1525 à la bataille de Pavie, refusant de se rendre.
- Antoine de Chabannes, frère du maréchal de La Palice, prieur de l'Église Saint-Martin d'Ambierle, il fut élu 79e et dernier évêque Commendataire de la Cathédrale Notre-Dame du Puy-en-Velay, de 1514 à 1535.
- Charlotte de Chabannes de La Palice, sœur du maréchal de La Palice, 18e mère abbesse du prieuré Saint-Louis de Poissy de 1521 à 1540.
- Jean de Chabannes (1464-1524 ; frère aîné de Jacques II), dit le petit lion, seigneur de Vandenesse. Il captura en 1509 à la bataille d'Agnadel le généralissime Bartolomeo d'Alviano et fut tué à Rebec (Italie) en avril 1524.
- Charles de Chabannes († 1552 au siège de Metz ; second fils de Jacques II) seigneur de Lapalisse, gentilhomme du roi Henri II, il se distingua  en 1536 lors de la campagne de Fossano où il combattit dans les rangs de l'amiral Philippe Chabot .
- Joseph-Gaspard-Gilbert de Chabannes, (1702-1767) prélat français, évêque d'Agen en 1735.
- Sylvain Léonard de Chabannes (1718-1814), dit " l'Abbé de Chabannes ", chanoine du chapitre noble de Saint Pierre de Vienne en 1750 et aumônier du roi Louis XV en 1753, puis chanoine comte de Lyon en 1760.
- Jean-Baptiste de Chabannes (1770-1835), militaire et homme politique.
- Alfred Jean Eginhard de Chabannes de La Palice (1799-1868), général français.
- Jean Frédéric de Chabannes de La Palice (1762-1836), militaire français, aide de camp du roi Louis XVIII,  député aux États généraux de 1789, il participe à la guerre d'Indépendance des États-Unis, où il combat à la bataille de Yorktown. Il fut décoré de l'Ordre de cincinnatus. Écrivain pamphlétaire.
- Octave de Chabannes (1803-1889), vice-amiral, préfet maritime de Cherbourg et de Toulon, administrateur colonial, sénateur.
- Jean Alfred Octave de Chabannes La Palice (1871-1933), militaire, il devint en 1902 collaborateur du Journal des économistes et fit partie de la Société d'économie politique. Il fut l'auteur d'un ouvrage intitulé : Le Libéralisme devant la Raison..
- Alain de Chabannes (1954), propriétaire forestier, homme politique, maire de Bohal (depuis 2020), propriétaire des châteaux de Lesquiffiou et de Villeneuve, officier du mérite agricole[6].
- Jacques de Chabannes (1961), homme politique, maire de Lapalisse (depuis 2008), président de la Communauté de communes du Pays de Lapalisse (depuis 2014), conseiller départemental de l'Allier (depuis 2008)[7].

### Non rattachés à la filiation prouvée
- Adémar de Chabannes, né vers 989, moine à l'abbaye Saint-Martial de Limoges et compositeur. Chroniqueur du Haut Moyen Âge, il écrit une première étude sur l'histoire des Francs appelée Chronicon. Parti en Terre sainte, il  meurt à Jérusalem vers 1032.
- Guy de Chabannes accompagne à la sixième croisade Alphonse de France, comte de Poitiers en 1248. Son lien avec la famille de Chabannes n'est pas établi[2].

## Principales possessions
- Château de La Palice
- Château de Neauphle-le-Vieux
- Château d'Avrilly
- Château de Lesquiffiou[8],[9]
- Château de Villeneuve
- Château de Montmelas
- Château de Nervers[10]
- Château de Montmirail
- Château de Vandenesse

## Armes, blasons, devises
- De gueules au lion d'hermine, armé, couronné et lampassé d'or[11].
- Écartelé au 1 et 4 de gueules au lion d'hermine, armé, couronné et lampassé d'or, et au 2 et 3 fascé d'argent et d'azur à la bordure de gueules ; sur le tout d'or à trois pal de vair, au chef d'or chargé de quatre merlettes de gueules, écartelé d'argent à quatre pals de sinople (branche des comtes de Dammartin)[11].

- Devises : '"Non palma sine pulvere"; « Je ne le cède à nul autre » ; (« il n'est de gloire impérissable »).

## Titres
- Marquis de Curton en 1563 (branche aînée)[2].
- Marquis en 1817 et Cousin du Roi par ordonnance du 20 juillet 1820.
- Honneurs de la Cour en 1759, 1760, 1782, 1784 et 1787.

## Alliances
Les principales alliances de la famille de Chabannes sont : de La Tour d'Auvergne (1469), de Lévis (1522), de La Rochefoucauld (1533), de Crussol d'Uzès (1591), de Rochechouart (1696), de Roquefeuil (1731 et 1920), de Talleyrand-Périgord (1759), de Montillet de Grenaud (1763), Fournier de Quincy d'Armes (1764 et 1795), de Boisgelin (1787), Limanton de Jaugy (1802), de Sartiges de Sourniac (1803), de Dreuille (1811), de Saint-Phalle (1826 et 1858), de Vidaud de La Tour (1819), du Prat de Rouez (1840), de Choiseul-Praslin (1851), de Bourbon Busset (1857), de Chabannes La Palice (1869), Langlois de Chevry (1881), de Murard de Saint-Romain (1885), de Morant (1889), de Lur-Saluces, de Polignac (1895 et 1954), de Bethune Hesdigneul (1910), Roger de Sivry (1911), de Durat (1919 et 1982), des Plancques (1921), de Moustier (1934) de La Forest Divonne (1938), de Bauffremont-Courtenay (1943 et 1971), d'Harcourt (1943), Richard de Soultrait, Barbier de Lescoët (1948), de Mareschal (1970), de Chabot-Tramecourt (1978).